# La Fille et le Fleuve
Pour plus de détails, voir Fiche technique et Distribution.
La Fille et le Fleuve est un film dramatique français réalisé par Aurélia Georges et sorti en 2014.

## Fiche technique
- Titre : La Fille et le Fleuve
- Réalisation : Aurélia Georges
- Scénario : Aurélia Georges et Sarah Jacquet
- Musique : Vadim Sher
- Montage : Martial Salomon
- Photographie : Julien Guillery, Hugues Geminiani, Nicolas Contant et Thomas Favel
- Producteur : Emmanuel Barraux
- Production : 31 Juin Films
- Distribution : Cinéma Saint-André des Arts
- Pays :  France
- Durée : 65 minutes
- Genre : drame
- Date de sortie : 
  - France : 11 novembre 2015

## Distribution
- Sabrina Seyvecou : Nouk
- Guillaume Allardi : Samuel Jara
- Serge Bozon : Romain
- Françoise Lebrun : Mileva Einstein
- Marie-Claude Treilhou : la thérapeute
- Laurent Lacotte : un patient
- Lucy Dixon : une patiente
- Pierre Léon : l'employé des admissions
- Chantal Richard : Gisèle
- Gérard Lenne : le spectateur